# Coupe de la Ligue algérienne de football 2020-2021
Navigation
Coupe de la Ligue 1999-2000 Coupe de la Ligue 2021-2022
La Coupe de la Ligue algérienne de football 2020-2021, appelée également Coupe de la Ligue Professionnelle, est la 5e édition de la Coupe de la Ligue algérienne de football, organisée par la FAF.
La relance de cette compétition étant décidée à la suite de l'annulation de l'édition de la Coupe d'Algérie de football prévue pour la saison 2020-2021, en raison de la pandémie de Covid-19 en Algérie.
La Fédération algérienne de football a annoncé que cette compétition ne concernera uniquement les vingt clubs composant la Ligue 1 professionnelle 2020-2021 ; et que le vainqueur de cette épreuve, représentera l’Algérie lors de la prochaine Coupe de la confédération 2021-2022 en remplacement de celui prévu par la Coupe d'Algérie de football.

## Modalité de la compétition
La FAF a présenté deux variantes aux membres du bureau fédéral qui ont opté pour le système suivant :
- Les clubs concernés : les 20 formations de la Ligue 1 professionnelle.
- La période de déroulement : cette compétition démarrera dès la fin de la phase-aller et après le mercato.
- Les 4 clubs engagés en coupes africaines : en l’occurrence le CR Belouizdad, le MC Alger, l’ES Sétif et la JS Kabylie, sont exemptés du tour préliminaire.
- Huit clubs sur les 16 restants seront tirés au sort pour disputer un tour préliminaire qui permettra la qualification de quatre équipes.
- Les quatre clubs qualifiés auxquels s’ajouteront les quatre exemptés ainsi que les huit restants disputeront un huitième de finale après un tirage au sort.
- Les tours suivants seront disputés de manière classique avec un quart de finale, des demi-finales et une finale.
- Le premier club tiré au sort recevra sur son terrain et à huis clos[3].

| Tour                            | Nom                 | Dates retenues        | Équipes participantes | Équipes gagnantes |
| ------------------------------- | ------------------- | --------------------- | --------------------- | ----------------- |
| Phase qualificative (1re phase) |                     |                       |                       |                   |
| 1                               | Tour préliminaire   | 16 - 20 avril 2020    | 8                     | 4                 |
| Phase éliminatoire (2e phase)   |                     |                       |                       |                   |
| 2                               | Huitièmes de finale | 30 avril - 8 mai 2021 | 16                    | 8                 |
| 3                               | Quarts de finale    | 4 - 5 juin 2021       | 8                     | 4                 |
| 4                               | Demi-finales        | 8 - 9 juin 2021       | 4                     | 2                 |
| 5                               | Finale              | 10 août 2021          | 2                     | 1                 |

## Déroulement de la compétition
La compétition se déroule en 2 phases distinctes. Il y a d'abord une 1re phase dite préliminaire, qui voit le tirage au sort de 8 équipes qui vont s'affronter entre elles dans un seul match à élimination directe, et qui propulsera ainsi 4 équipes au tour suivant.
La 2e phase de la compétition consiste en matchs à élimination directe en commençant par les huitièmes de finale (16 clubs) jusqu'à la finale.

### Tirage au sort
Le lot des 16 clubs engagés dans la compétition (à l'exception des 4 exempts du tour préliminaire) permettra le tirage de 8 clubs pour disputer un tour préliminaire en match direct, le tirage au sort est effectué le 10 avril 2020, la compétition commencera le 20 avril 2020.
À la suite, les 4 clubs qualifiés de ce tour vont s'ajouter au reste pour former un lot de 16 clubs permettant le tirage au sort de 8 rencontres de huitièmes de finale.

## Tour préliminaire
Les 4 rencontres du tour préliminaire verront la qualification de 4 équipes sur 8, comme suit.
| 16 avril 2021 | CA Bordj Bou Arreridj                        | 0 - 0 a.p. 2 - 3 t. a. b. | MC Oran                                 |                                                                                             |                                                                                             |
| 22:30         |                                              | (0 - 0, 0 - 0)            |                                         | Stade du 20 Août 1955, Bordj Bou Arreridj Spectateurs : Huis clos Arbitrage : Youcef Gamouh | Stade du 20 Août 1955, Bordj Bou Arreridj Spectateurs : Huis clos Arbitrage : Youcef Gamouh |
| 22:30         | Gagaâ 115e                                   |                           | 68e Naâmani ·                           | Stade du 20 Août 1955, Bordj Bou Arreridj Spectateurs : Huis clos Arbitrage : Youcef Gamouh | Stade du 20 Août 1955, Bordj Bou Arreridj Spectateurs : Huis clos Arbitrage : Youcef Gamouh |
| 22:30         | Sebie · Hammouche · Bousmaha · Rahba · Gagaâ | Tirs au but 2 - 3         | Ezzemani · Bentiba · Guertil · Fourloul | Stade du 20 Août 1955, Bordj Bou Arreridj Spectateurs : Huis clos Arbitrage : Youcef Gamouh | Stade du 20 Août 1955, Bordj Bou Arreridj Spectateurs : Huis clos Arbitrage : Youcef Gamouh |

| 20 avril 2021 | O Médéa                                  | 2 - 1                 | ASO Chlef          |                                                                     |                                                                     |
| 15:30         | Ryad Keniche 8e · Toufik El Ghoumari 42e |                       | Khalid Dahamni 68e | Stade Imam-Lyes, Médéa Spectateurs : / Arbitrage : Mustapha Ghorbal | Stade Imam-Lyes, Médéa Spectateurs : / Arbitrage : Mustapha Ghorbal |
| 15:30         |                                          | Mustapha Bengrina 78e |                    | Stade Imam-Lyes, Médéa Spectateurs : / Arbitrage : Mustapha Ghorbal | Stade Imam-Lyes, Médéa Spectateurs : / Arbitrage : Mustapha Ghorbal |

| 20 avril 2021 | NA Hussein Dey                                                        | 4 - 0 | AS Aïn M'lila |                                                                           |                                                                           |
| 15:30         | Merouane Boussalem 3e · Hamza Banouh 30e 55e · Merouane Boussalem 53e |       |               | Stade du 20-Août-1955, Alger Spectateurs : / Arbitrage : Mustapha Bessiri | Stade du 20-Août-1955, Alger Spectateurs : / Arbitrage : Mustapha Bessiri |

| 20 avril 2021 | NC Marga                                                            | 3 - 0 | CS Constantine |                                                                                 |                                                                                 |
| 15:30         | Kheireddine Ali Haimoud 39e · Akram Demane 68e · Hadj Bouguèche 73e |       |                | Stade des Frères Boucheligue, Magra Spectateurs : / Arbitrage : Lotfi Bekouassa | Stade des Frères Boucheligue, Magra Spectateurs : / Arbitrage : Lotfi Bekouassa |

## Huitièmes de finale
Les 4 clubs qualifiés du tour précédant, se joignent au restant pour constituer le tour des huitièmes de finale, comme suit.
| 30 avril 2021 | RC Relizane | 0 - 1   | MC Oran    |                                                                            |                                                                            |
| 15:30         |             | (0 - 1) | 45e Mellal | Stade Tahar-Zoughari, Relizane Spectateurs : / Arbitrage : Lotfi Bekouassa | Stade Tahar-Zoughari, Relizane Spectateurs : / Arbitrage : Lotfi Bekouassa |

| 30 avril 2021 | US Biskra         | 0 - 0 a.p. 5 - 4 t. a. b. | Paradou AC |                                                                             |                                                                             |
| 15:30         |                   | (0 - 0)                   |            | Stade du 18-Février, Biskra Spectateurs : / Arbitrage : Abdelmoumen Touabti | Stade du 18-Février, Biskra Spectateurs : / Arbitrage : Abdelmoumen Touabti |
| 15:30         | Tirs au but 5 - 4 |                           |            | Stade du 18-Février, Biskra Spectateurs : / Arbitrage : Abdelmoumen Touabti | Stade du 18-Février, Biskra Spectateurs : / Arbitrage : Abdelmoumen Touabti |

| 30 avril 2021 | O Médéa            | 1 - 0   | USM Bel Abbès |                                                                     |                                                                     |
| 22:30         | 51e (pen.) Goumari | (0 - 0) |               | Stade Imam-Lyes, Médéa Spectateurs : / Arbitrage : Hamza Bouslimani | Stade Imam-Lyes, Médéa Spectateurs : / Arbitrage : Hamza Bouslimani |

| 8 mai 2021 | JS Saoura                                          | 4 - 0 | JSM Skikda |                                                                            |                                                                            |
| 22:30      | Daoud 26e · Messaoudi 42e 53e · Lahmeri 74e (pen.) |       |            | Stade du 20-Août-1955, Béchar Spectateurs : / Arbitrage : Mustapha Bessiri | Stade du 20-Août-1955, Béchar Spectateurs : / Arbitrage : Mustapha Bessiri |

| 8 mai 2021 | ES Sétif  | 1 - 2 | WA Tlemcen                |                                                                         |                                                                         |
| 22:30      | Ghacha 6e |       | Zermane 32e · Lakehal 73e | Stade du 8-Mai-1945, Sétif Spectateurs : / Arbitrage : Hamza Bouslimani | Stade du 8-Mai-1945, Sétif Spectateurs : / Arbitrage : Hamza Bouslimani |

| 8 mai 2021 | JS Kabylie                | 2 - 0 | NA Hussein Dey |                                                                                      |                                                                                      |
| 22:30      | Kerroum 67e · Boualia 84e |       |                | Stade du 1er-Novembre-1954, Tizi Ouzou Spectateurs : / Arbitrage : Mehdi Abid Charef | Stade du 1er-Novembre-1954, Tizi Ouzou Spectateurs : / Arbitrage : Mehdi Abid Charef |

| 8 mai 2021 | USM Alger                | 2 - 0       | MC Alger |                                                                     |                                                                     |
| 22:30      |                          |             |          | Stade Omar-Hamadi, Alger Spectateurs : / Arbitrage : Lyés Bekouassa | Stade Omar-Hamadi, Alger Spectateurs : / Arbitrage : Lyés Bekouassa |
| 22:30      | Opoku 19e · Naidji 90+2e | Tirs au but |          | Stade Omar-Hamadi, Alger Spectateurs : / Arbitrage : Lyés Bekouassa | Stade Omar-Hamadi, Alger Spectateurs : / Arbitrage : Lyés Bekouassa |

| 8 mai 2021 | CR Belouizdad     | 0 - 0 a.p. 2 - 4 t. a. b. | NC Magra |                                                                          |                                                                          |
| 22:30      |                   | (0 - 0)                   |          | Stade du 5-Juillet-1962, Alger Spectateurs : / Arbitrage : Mohamed Saïdi | Stade du 5-Juillet-1962, Alger Spectateurs : / Arbitrage : Mohamed Saïdi |
| 22:30      | Tirs au but 2 - 4 |                           |          | Stade du 5-Juillet-1962, Alger Spectateurs : / Arbitrage : Mohamed Saïdi | Stade du 5-Juillet-1962, Alger Spectateurs : / Arbitrage : Mohamed Saïdi |

## Quarts de finale
Les 8 clubs qualifiés du tour précédant, joueront le tour des quarts de finale, comme suit.
| 4 juin 2021 | NC Magra                      | 2 - 1   | JS Saoura  |                                                                                  |                                                                                  |
| 16:00       | Bouchouareb 20e · Meghazi 90e | (1 - 0) | 51e Hamidi | Stade des Frères Boucheligue, Magra Spectateurs : / Arbitrage : Hamza Bouslimani | Stade des Frères Boucheligue, Magra Spectateurs : / Arbitrage : Hamza Bouslimani |

| 4 juin 2021 | USM Alger     | 1 - 0   | O Médéa |                                                                       |                                                                       |
| 17:00       | Belkacemi 35e | (1 - 0) |         | Stade Omar-Hamadi, Alger Spectateurs : / Arbitrage : Lahlou Benbraham | Stade Omar-Hamadi, Alger Spectateurs : / Arbitrage : Lahlou Benbraham |

| 4 juin 2021 | US Biskra | 0 - 2   | JS Kabylie                      |                                                                         |                                                                         |
| 17:45       |           | (0 - 1) | 21e Tubal · 68e (pen.) Hamroune | Stade du 18-Février, Biskra Spectateurs : / Arbitrage : Nabil Boukhalfa | Stade du 18-Février, Biskra Spectateurs : / Arbitrage : Nabil Boukhalfa |

| 5 juin 2021 | MC Oran                      | 0 - 0 a.p. 1 - 4 t. a. b. | WA Tlemcen                          |                                                                        |                                                                        |
| 17:00       |                              | (0 - 0)                   |                                     | Stade Ahmed-Zabana, Oran Spectateurs : / Arbitrage : Mehdi Abid Charef | Stade Ahmed-Zabana, Oran Spectateurs : / Arbitrage : Mehdi Abid Charef |
| 17:00       | Litim 113e                   |                           |                                     | Stade Ahmed-Zabana, Oran Spectateurs : / Arbitrage : Mehdi Abid Charef | Stade Ahmed-Zabana, Oran Spectateurs : / Arbitrage : Mehdi Abid Charef |
| 17:00       | Motrani · Ezzemani · Bounoua | Tirs au but 1 - 4         | Aichi · Amiri · Nezouani · Belaribi | Stade Ahmed-Zabana, Oran Spectateurs : / Arbitrage : Mehdi Abid Charef | Stade Ahmed-Zabana, Oran Spectateurs : / Arbitrage : Mehdi Abid Charef |

## Demi-finales
Les 4 clubs qualifiés du tour précédant, constituent le tour des demi-finales, comme suit.
| 8 juin 2021 | NC Magra                     | 2 - 1 a.p. | USM Alger        |                                                                                   |                                                                                   |
| 00:00       | Ziouache 40e · Bourahla 110e | (1 - 0)    | 90+10e Beneddine | Stade des Frères Boucheligue, Magra Spectateurs : / Arbitrage : Mehdi Abid Charef | Stade des Frères Boucheligue, Magra Spectateurs : / Arbitrage : Mehdi Abid Charef |

| 9 juin 2021 | JS Kabylie | 1 - 0   | WA Tlemcen |                                                                              |                                                                              |
| 00:00       | Tubal 60e  | (0 - 0) |            | Stade du 1er-Novembre, Tizi Ouzou Spectateurs : / Arbitrage : Abdelali Ibrir | Stade du 1er-Novembre, Tizi Ouzou Spectateurs : / Arbitrage : Abdelali Ibrir |

## Finale
Cette finale de la Coupe de la Ligue et qui donnera le deuxième représentant de l'Algérie lors de la Coupe de la confédération 2021-2022, devait être joué avant une date buttoir du 10 août 2021 fixé par la CAF, et à la suite de la deuxième vague de la pandémie du COVID-19 en Algérie et surtout aux feux de forêt déclenchés en Algérie notamment en Kabylie (fief de la JS Kabylie) et le deuil national décrété à la suite de cette tragédie, la finale a failli ne pas se faire jouer, mais vu l'impossibilité de son report, la match a finalement eu lieu mais sans retransmission télévisée ni radiophonique.
La finale de la Coupe de la Ligue n’a connu son vainqueur qu’à l’issue de 120 minutes suivies de la séance de tirs au but pour voir la JSK remporter le sacre. Score 1-1 après temps réglementaires puis 2-2 après prolongation et enfin 4-1 pour les Canaris.
| 10 août 2021 | NC Magra                 | 2 - 2 a.p. 1 - 4 t. a. b. | JS Kabylie                |                                                                             |                                                                             |
| 20:00        | Demane 10e · Korichi 93e | (1 - 1)                   | Boualia 37e · Haroun 120e | Stade du 5-Juillet-1962, Alger Spectateurs : / Arbitrage : Mustapha Ghorbal | Stade du 5-Juillet-1962, Alger Spectateurs : / Arbitrage : Mustapha Ghorbal |
| 20:00        | Tirs au but 1 - 4        |                           |                           | Stade du 5-Juillet-1962, Alger Spectateurs : / Arbitrage : Mustapha Ghorbal | Stade du 5-Juillet-1962, Alger Spectateurs : / Arbitrage : Mustapha Ghorbal |

## Buteurs
| N° | Joueur             | Club               | Buts |
| -- | ------------------ | ------------------ | ---- |
| 1  | Billel Messaoudi   | JS Saoura          | 2    |
| 1  | Hamza Banouh       | NA Hussein Dey     | 2    |
| 1  | Merouane Boussalem | NA Hussein Dey     | 2    |
| 1  | Mohamed Tubal      | JS Kabylie         | 2    |
| 1  | Toufik El Ghoumari | Olympique de Médéa | 2    |
| 5  | 25 joueurs         | 25 joueurs         | 1    |